# Jorge Caraballo
Jorge Washington Caraballo (Treinta y Tres, 5 maggio 1959) è un ex calciatore uruguaiano, di ruolo centrocampista.

## Carriera
Ha iniziato nelle giovanili degli uruguaiani del Central Español Fútbol Club. Nel 1978 passa al Danubio di Montevideo, con cui milita per cinque anni nella massima serie uruguaiana. Nel 1982 si trasferisce in Italia al Pisa. Fu l'unico acquisto compiuto da Adolfo Anconetani (figlio del Presidente Romeo Anconetani) che al momento della presentazione lo definì «il Caravaggio del pallone: usa i piedi come il pittore usava il pennello».
«Difficilmente potrò segnare quanto in Uruguay - avvertì il giocatore - ma vi farò volare. In onore del Pisa chiamerò mia figlia Vittoria». Si autodefinì inoltre il nuovo Schiaffino. Le sue reali possibilità erano però ben diverse e non sfuggirono all'occhio esperto dell'allenatore Luís Vinício: sotto la Torre giocò solo 7 partite, definite "oscene" dal suo presidente, non segnando mai.
Memorabile, in negativo, il suo rigore battuto nella partita di Coppa Italia contro il Bologna, terminata 0-0: al momento della scelta di chi dovesse battere il penalty, il giocatore si autocandidò avventandosi sul pallone. Un perplesso Vinício, convinto da tanta tracotanza, lasciò che il giocatore tirasse il rigore, che puntualmente finì alto.
Alcune settimane dopo Jorge non si fece vedere agli allenamenti, i dirigenti preoccupati si diressero verso casa sua dove però non trovarono traccia del giocatore uruguayano. Nella dimora trovarono solo alcune gabbie con piccioni, polli e conigli vivi: Jorge era tornato in Uruguay. Successivamente prosegue la carriera tornando in Sud America, prima negli ecuadoriani del Machala e poi in altre squadre latino-americane, tra cui i cileni del Fernández Vial ed i brasiliani del Goiás.
L'ironia dei pisani non tardò a sottolineare le mancate prestazioni del "campione" uruguayano, vennero perciò coniati dei simpatici sfottò in vernacolo pisano quali "Caraballo, gio'a bene nell'intervallo", "A Carabal donato si guarda n bocca" e la più famosa "Caraballo, meglio perdilo '(h)e trovallo".

## Dopo il ritiro
Per molti anni non si hanno più avuto notizie su di lui, al punto che hanno cominciato a circolare leggende metropolitane sul suo conto. La più accreditata la vedeva svolgere in Uruguay la professione di tassista indipendente. Nel 2019 è stato rintracciato e nel ricordare soprattutto la figura carismatica di Romeo Anconetani, in occasione del ventennale dalla morte, Caraballo ha effettivamente confermato che svolge la professione di tassista, che allena una squadra locale e che gioca saltuariamente a pallone a livello amatoriale.

## Palmarès

### Club

#### Competizioni statali
- Campionato Goiano: 2

Goiás: 1986, 1987